# Domousnice
Obec Domousnice se nachází v okrese Mladá Boleslav, kraj Středočeský. Rozkládá se asi patnáct kilometrů východně od Mladé Boleslavi. Žije zde 303 obyvatel.

## Historie
První písemná zmínka o obci pochází z roku 1290.

### Územněsprávní začlenění
Dějiny územněsprávního začleňování zahrnují období od roku 1850 do současnosti. V chronologickém přehledu je uvedena územně administrativní příslušnost obce v roce, kdy ke změně došlo:
- 1850 země česká, kraj Jičín, politický okres Jičín, soudní okres Sobotka[4]
- 1855 země česká, kraj Mladá Boleslav, soudní okres Sobotka[4]
- 1868 země česká, politický okres Jičín, soudní okres Sobotka[4]
- 1939 země česká, Oberlandrat Jičín, politický okres Jičín, soudní okres Sobotka[5]
- 1942 země česká, Oberlandrat Hradec Králové, politický okres Jičín, soudní okres Sobotka[6]
- 1945 země česká, správní okres Jičín, soudní okres Sobotka[7]
- 1949 Liberecký kraj, okres Mnichovo Hradiště[8]
- 1960 Středočeský kraj, okres Mladá Boleslav[9]

### Rok 1932
Ve vsi Domousnice s 478 obyvateli v roce 1932 byly evidovány tyto úřady, živnosti a obchody: poštovní úřad, telegrafní úřad, četnická stanice, výroba cementového zboží, družstvo pro rozvod elektrické energie, holič, 3 hostince, kolář, kovář, 3 krejčí, 3 obuvníci, 2 řezníci, 2 obchody se smíšeným zbožím, 3 trafiky, 2 truhláři, velkostatek, zámečník.

## Pamětihodnosti
- Zámek Domousnice vznikl roku 1730 přestavbou staršího sídla. Dnes je v soukromých rukou.[11]

## Části obce
- Domousnice
- Skyšice

V letech 1850–1890 a od 1. ledna 1974 do 23. listopadu 1990 k obci patřil i Rabakov, od 1. ledna 1974 do 23. listopadu 1990 Veselice a od 1. ledna 1980 do 23. listopadu 1990 také Řitonice.

## Doprava
Silniční doprava
Obcí procházejí silnice II/279 Svijany – Dolní Bousov – Domousnice – Mcely a II/280 Židněves – Domousnice – Dětenice – Kopidlno.
Železniční doprava
Obcí prochází železniční trať Bakov nad Jizerou – Kopidlno. Je to jednokolejná regionální trať, doprava byla zahájena roku 1883. V obci se nachází zastávka Domousnice, ale v celém úseku z Dolního Bousova do Kopidlna není od roku 2007 osobní doprava objednávána.
Autobusová doprava
V obci zastavovaly v květnu 2011 autobusové linky do těchto cílů: Dětenice, Dolní Bousov, Kopidlno, Libáň, Mladá Boleslav, Rožďalovice 